# نمایشگاه بزرگ

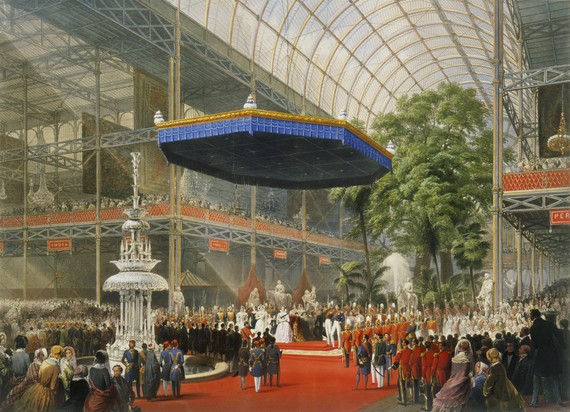
گشایش نمایشگاه از سوی ملکه ویکتوریا در هاید پارک لندن سال ۱۸۵۱

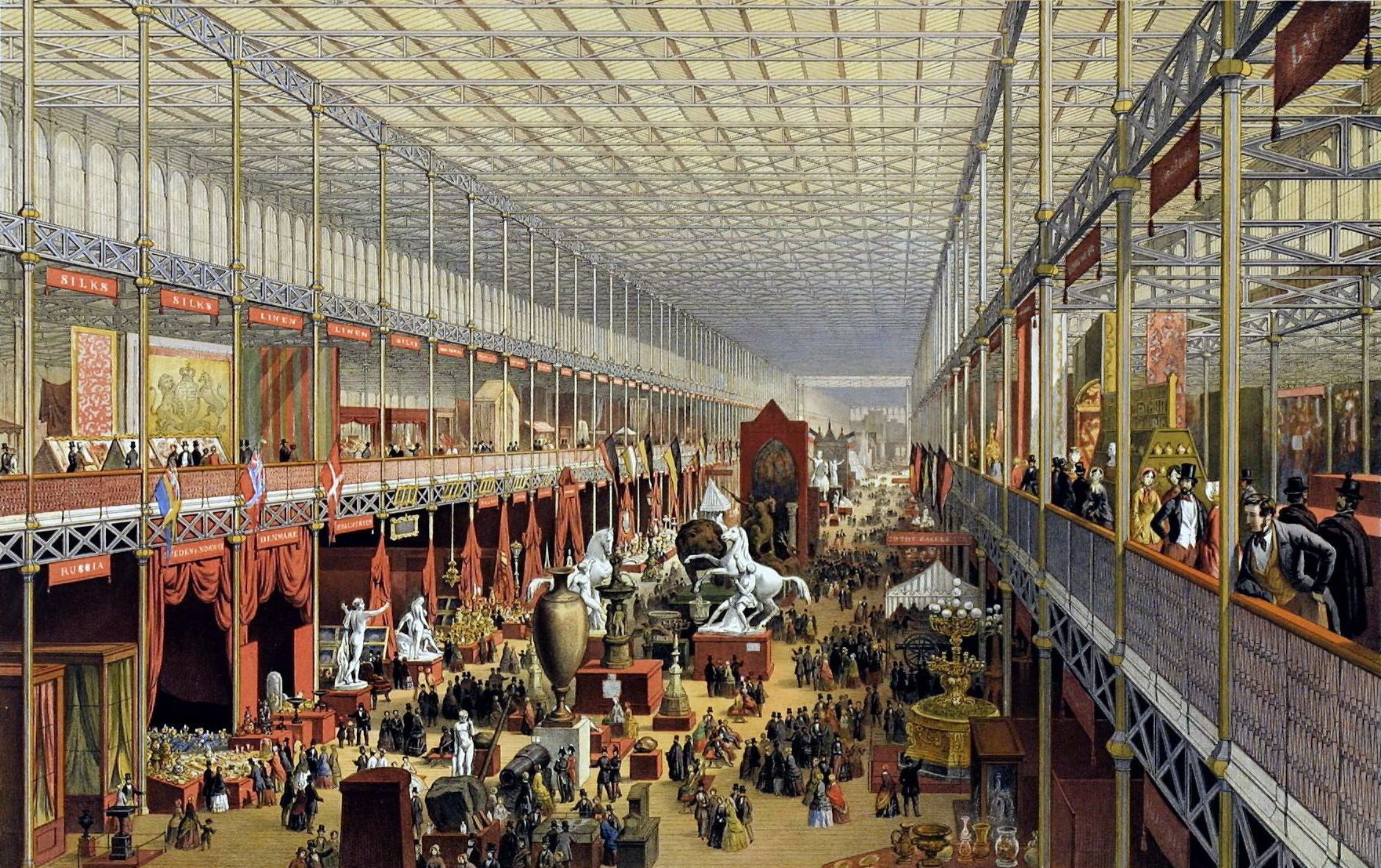
کار ساخت سازه سترگ کریستال پالاس از طراحی تا گشایش، تنها در نه ماه انجام شد

نمایشگاه بزرگ به ابتکار هنری کول و شاهزاده آلبرت جهت نمایش فرهنگ و صنعت ملل دنیا و نیر در پاسخ به نمایشگاه پاریس ۱۸۴۴ از یکم ماه مه تا ۱۵ اکتبر سال ۱۸۵۱ (۱۲۳۳ خ) در لندن برگزار شد. و ۶ میلیون بازدیدکننده داشت.

## تاریخچه و نیات ترتیب دهندگان
ایده نمایشگاه توسط فرانسه شروع شده بود و در ۱۸۴۴ سپس از ۱۷۹۸ تا ۱۸۴۹ در پاریس اجرا شده بود.
شاهزاده آلبرت، هنری کول، فرانسیس هنری، جورج والیس، چارلز دیلک و دیگر اعضای انجمن سلطنتی برای تشویق هنر، تولید و تجارت به‌فکر ایجاد آن در لندن افتادند.
انگیزه اصلی آن این بود که انگلیس "نقش خود را به عنوان رهبر صنعتی برای جهان روشن کند.
پرنس آلبرت، همسر ملکه ویکتوریا، مروج مشتاق نمایشگاه خود یک منبع تأمین مالی بود.
دولت متقاعد شد که کمیسیون سلطنتی نمایشگاه ۱۸۵۱ را تشکیل دهد تا ماندگاری میزبانی چنین نمایشگاهی را تعیین کند.
اهمیت موضوع آنچنان بود که ملکه ویکتوریا به همراه خانواده اش سه بار دیدن کردند، و ملکه به تنهایی ۳۴ بار دیدن کرد.
اگرچه نمایشگاه بستری بود که کشورهای مختلف جهان می‌توانستند دستاوردهای خود را در آن نشان دهند، اما بریتانیا به دنبال اثبات برتری خود بود.
بریتانیا همچنین به دنبال ارائه امید به آینده بود. از آینده ای بهتر در اروپا که به تازگی از «دو دهه سخت تحول سیاسی و اجتماعی» گذر کرده بود و حالا انگلیس نشان می‌داد که فناوری، به ویژه فناوری خودش، کلید آینده ای بهتر است.
سوفی فورگان در مورد این نمایشگاه می‌گوید: «غرفه‌های بزرگ و انباشته شده» در قسمت مرکزی عموماً مواد خام و محصولات هنرهای مستعمرات را در بهترین مکان نمایش داده بودند که نیات برگزارکنندگان را آشکار می‌کرد!.

## معماری کریستال پالاس
ساختمان اصلی با الهام از «باغ شالامار» (باغهای پارسی پادشاهان گورکانی هندوستان که شهلا باغ یا شالامار نامیده شدند)، برای اجرای نمایش ساخته شد. طراحی توسط جوزف پکستون با حمایت مهندس سازه چارلز فاکس، کمیته ای که بر ساخت آن نظارت می‌کرد از جمله ایزمبارد برونل، طراحی شد و در مدت نه ماه از کارخانه به افتتاحیه بزرگ رسید. این ساختمان از نظر معماری ویژه بود و از تجربه پکستون در طراحی گلخانه برای ششمین دوک دوونشایر نشات می‌گرفت. به شکل یک خانه شیشه ای عظیم به طول ۵۶۳ متر در ۱۳۸ متر از قاب چدنی و شیشه تقریباً منحصر به فرد در بیرمنگامو اسموتویک ساخته شده بود. در داخل، بر وجود درختان و مجسمه‌ها تأکید شده بود. و هدف نه تنها افزودن به زیبایی بلکه برای نشان دادن پیروزی انسان بر طبیعت بود.
کاخ کریستال یک موفقیت بزرگ بود، یک معماری شگفت‌انگیز محسوب می‌شد، اما همچنین یک موفقیت مهندسی بود که اهمیت خود نمایشگاه را نشان می‌داد. این ساختمان بعداً در سال ۱۸۵۴ به صورت بزرگتر در Sydenham Hill در جنوب لندن، منطقه ای که به کریستال پالاس تغییر نام داد ، منتقل و دوباره ساخته شد و در نهایت در آتش‌سوزی ۳۰ نوامبر ۱۹۳۶ از بین رفت.

## استقبال
شش میلیون نفر از نمایشگاه دیدن کردند. متوسط حضور روزانه ۴۲۸۳۱ نفر سود افزوده ۱۸۶ هزار پاند ایجاد کرد، پولی که برای تأسیس موزه ویکتوریا و آلبرت، موزه علوم و موزه تاریخ طبیعی استفاده شد. باقیمانده پول برای ارائه کمک هزینه و بورس تحصیلی برای تحقیقات صنعتی استفاده شد. این کار امروز نیز ادامه دارد.
نمایشگاه با نزدیک شدن به افتتاحیه جنجال‌برانگیز شد. برخی از محافظه کاران می‌ترسیدند که انبوه بازدیدکنندگان به یک گروهک انقلابی تبدیل شوند. ارنست آگوستوس اول، پادشاه انگلیسی هانوفر، اندکی قبل از مرگش، در این باره به لرد استرانگفورد نوشت:
حماقت و پوچ بودن ملکه در اجازه دادن به این زورآزمایی باید به هر ذهن معقول و خوش فکر برخورد کند، و من شگفت زده هستم که خود وزرا اصرار نمی‌کنند که او حداقل در طول نمایشگاه به آزبورن برود، زیرا هیچ انسانی احتمالاً نمی‌تواند آنچه ممکن است در این مناسبت رخ دهد را پیش‌بینی کند … باید هر انگلیسی صادق و خوش فکر را شوکه کند. اما به نظر می‌رسد همه چیز در کار است تا ما در چشم اروپا پایین بیاییم.
در دوران معاصر، نمایشگاه بزرگ نمادی از عصر ویکتوریا است و کاتالوگ ضخیم آن منبع الهام طراحان ویکتوریایی است.

## غرفه‌ها
فهرست رسمی توصیفی و تصویری رویداد، غرفه داران نه تنها از سراسر بریتانیا، بلکه از «مستعمرات و وابستگی ها» و ۴۴ «کشورهای خارجی» در اروپا و قاره آمریکا نیز فهرست شده‌است. در مجموع ۱۳۰۰۰ نمایشگاه شامل نمای ژاکارد، دستگاه پاکت، لوازم آشپزخانه، نمایشگاه‌های فولادسازی و دستگاه درو از ایالات متحده بود.
- غرفه مینتون سرامیک‌هایی از جمله ماژولیکا را به نمایش گذاشت که موفقیت جهانی را به اثبات رساند.
- کوه نور، بزرگترین الماس شناخته شده جهان در سال ۱۸۵۱، یکی از محبوب‌ترین جاذبه‌های نمایشگاه هند بود و در سال ۱۸۵۰ به عنوان بخشی از پیمان لاهور خریداری شد.
- دریای نور، یکی از کمیاب‌ترین الماس‌های صورتی کم رنگ در جهان، به نمایش درآمد.
- سوتین تارا در اوایل قرن هشتم، تنها در سال ۱۸۵۰ کشف شد، بهترین سنجاق پنبه ای ایرلندی، توسط جواهر دوبلینی جورج واترهاوس به همراه نمایش جواهرات شیک Celtic Revival او به نمایش گذاشته شد.
- آلفرد چارلز هابز از این نمایشگاه برای نشان دادن عدم کفایت چندین قفل معتبر آن روز استفاده کرد.
- فردریک بیکول نمونه دستگاه فکس امروزی را نشان داد.
- متیو برادی به خاطر دستگاه عکایس مدال گرفت.
- ویلیام چمبرلین، جونیور ساسکس، اولین دستگاه رای‌گیری جهان را به نمایش گذاشت که به‌طور خودکار آرا را شمارش می‌کرد و از سیستم قفل شدن برای جلوگیری از رأی‌گیری بیش از حد استفاده می‌کرد.[۱۱]
- اولین توالت‌های عمومی مدرن نصب شد و ۸۲۷ هزار بازدیدکننده برای استفاده از آنها هریک یک پنی هزینه پرداخت کردند. توالت‌ها حتی پس از برچیده شدن نمایشگاه باقی ماندند. «خرج یک پنی» برای استفاده از توالت تبدیل به یک‌کلام مضحک شد.[۱۲]
- ساموئل کلت، تولیدکننده اسلحه گرم نمونه اولیه خود را برای نیروی دریایی کلت و همچنین هفت تیر قدیمی واکر و دراگون نشان داد.
- فشارسنج با استفاده از زالو، نشان داده شد.
- رویداد قایقرانی جام آمریکا مسابقه ای که همزمان با نمایشگاه بزرگ برگزار شد.
- زیور آلات طلا و صنایع دستی نقره ای ساخته شده توسط کاست Sunar از سند.
- C.C. هورنونگ از کپنهاگ، دانمارک، قاب چدن خود را برای پیانو نشان داد.
- «تلسکوپ تروفی»، که به این دلیل به عنوان «جایزه» نمایشگاه شناخته می‌شد.[۱۳] لنز اصلی آن با دیافراگم ۱۱ اینچ (۲۸۰ میلی‌متر) و فاصله کانونی ۱۶ فوت (۴٫۹ متر) توسط راس لندن ساخته شد.
- سازنده ابزار J. S. Marrat یک تلسکوپ آکروماتیک پنج پا و یک تئودولیت ترانزیتی را که در نقشه‌برداری، تونل زنی و برای اهداف نجومی استفاده می‌شود، به نمایش گذاشت.
- آسپری یک قاب لباس زنانه روی کینگ وود و اورمولو با محتویات نقره ای و نقره ای که رمز «آنی» را نشان می‌داد، به نمایش گذاشت.
- غرفه نیوزلند شامل منابع طبیعی، و همچنین اقلام ساخته شده توسط مائوری‌ها، مانند سبدهای کتان، اشیاء چوبی حک شده، تله مارماهی، حصیر، قلاب ماهی و چوب دستی.[۱۴]

چارلز داروین، کارل مارکس، مایکل فارادی (که در برنامه‌ریزی و داوری نمایشگاه نیز کمک می‌کرد)، ساموئل کلت، اعضای خانواده سلطنتی اورلئانیست شارلوت برونته، چارلز دیکنز، لوئیس کارول، جورج شرکت کردند. الیوت، آلفرد تنیسون و ویلیام میکپیس تاکرای

## نگارخانه

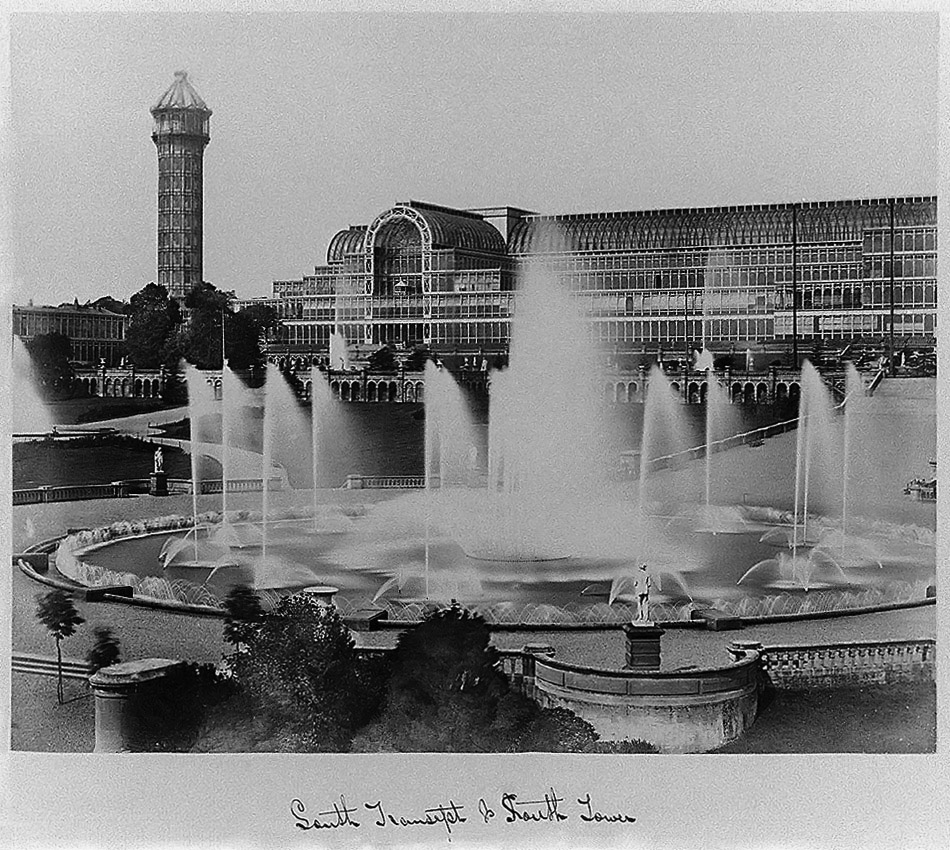
کریستال پالاس در سیدنهام هیل ۱۸۵۴
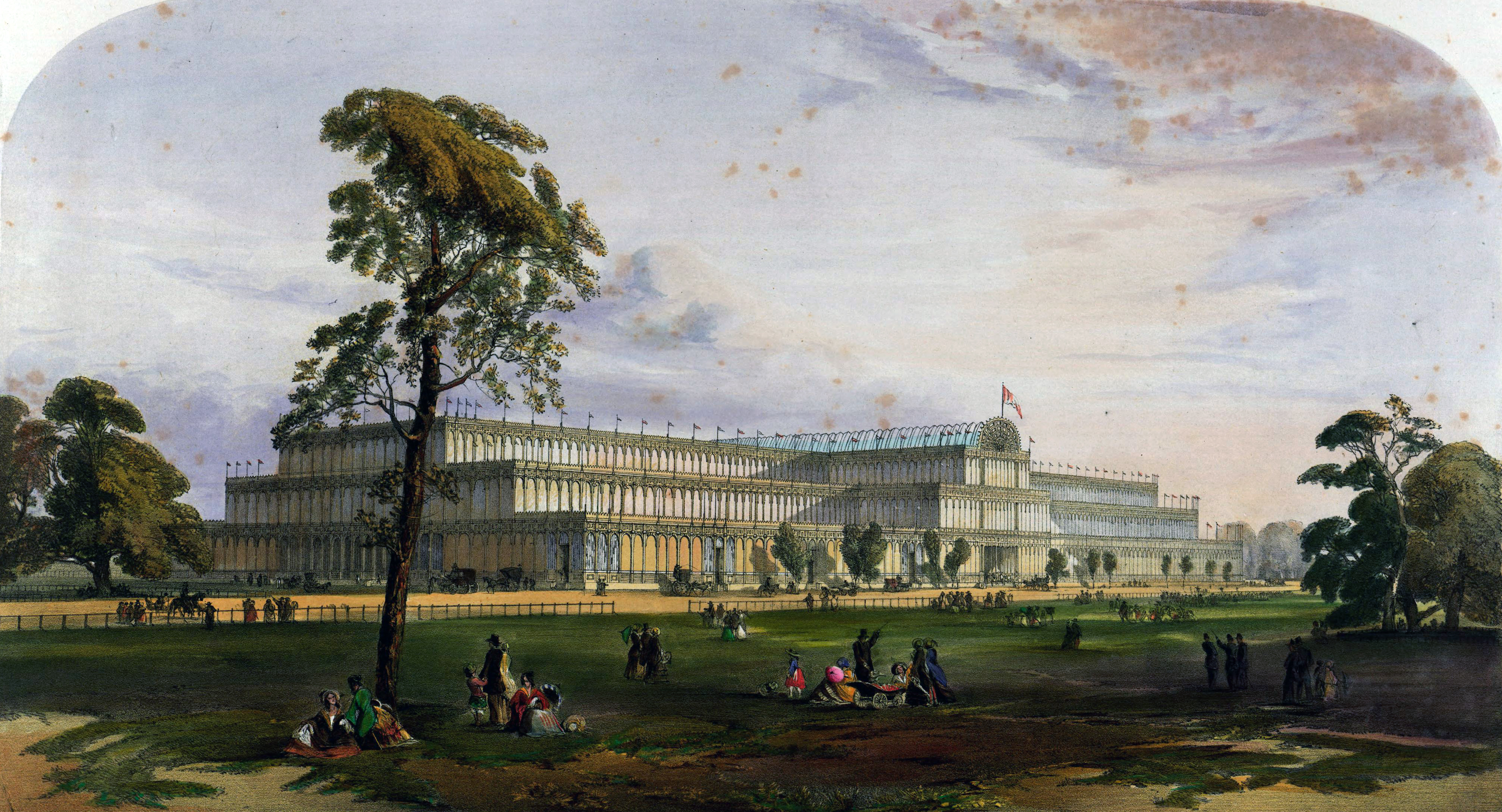
کریستال پالاس در هاید پارک ۱۸۵۱
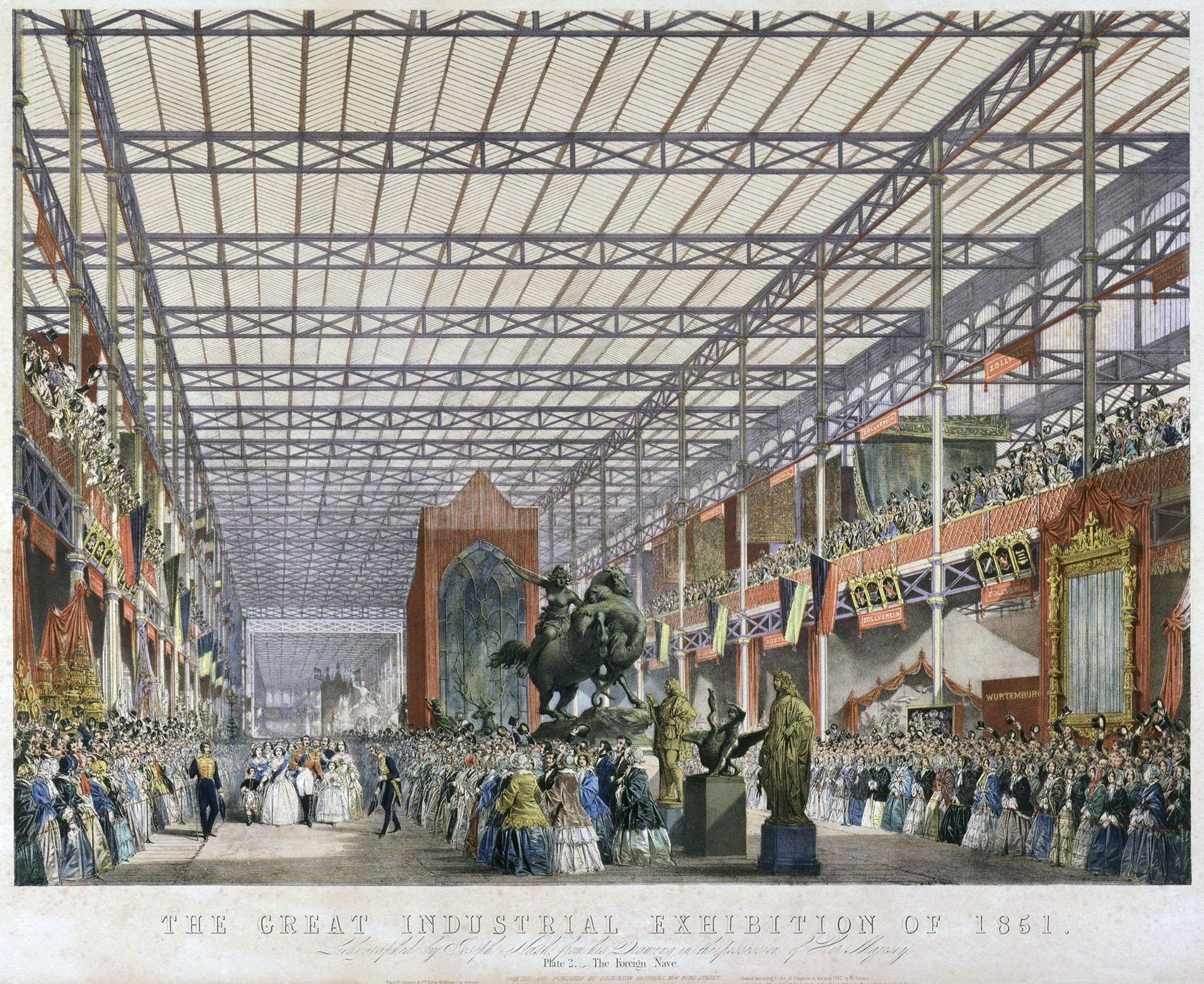
نمای داخلی کریستال پالاس در هاید پارک ۱۸۵۱
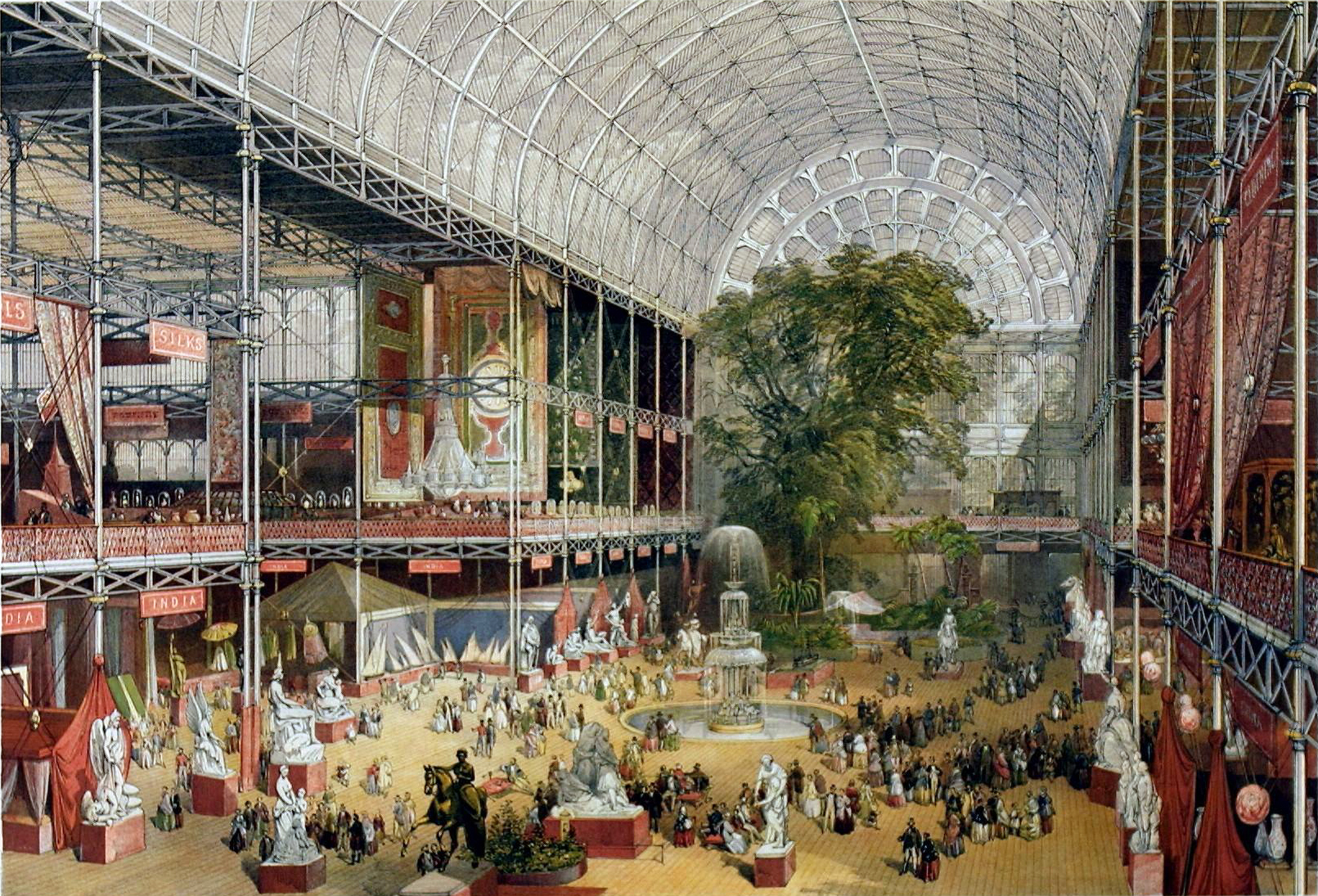
درون نمایشگاه
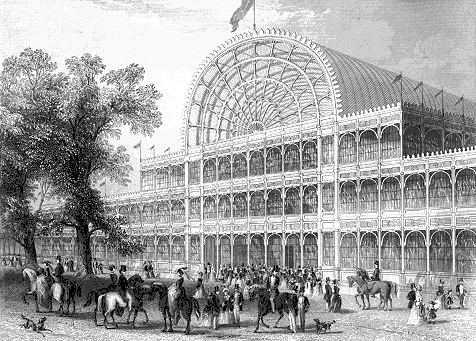
در جلویی نمایشگاه بزرگ